# Велиев, Юсиф Абдулла оглы
Юсиф Абдулла оглы Велиев (азерб. Yusif Abdulla oğlu Vəliyev; 22 марта 1917, Дербент — 18 марта 1980, Баку) — азербайджанский актёр театра и кино, Народный артист Азербайджанской ССР (1979). Известен такими ролями, как роль Тамерлана в фильме «Насими», прораба в фильме «Последняя ночь детства», Сафарали в фильме «В одном южном городе» и др.

## Биография
Юсиф Абдулла оглы Велиев родился 22 марта 1917 года в Дербенте. С 1933 по 1936 год учился в Бакинском театральном техникуме. В студенческие годы играл в массовке в спектаклях Драматического театра. После окончания театрального техникума до 1949 года играл в Шекинском государственном драматическом театре. 
Дебютной ролью Юсифа Велиева в кино стала эпизодическая роль одного из членов комиссии в фильме «Бахтияр» (1955). Велиев снялся более чем в 30 фильмах, снятых на киностудии «Азербайджанфильм». Помимо актёрской деятельности Велиев также занимался озвучиванием фильмов. 
Награждён орденом «Знак Почёта».
В 1960 году Юсиф Велиев был удостоен звания Заслуженного артиста Азербайджана, а в 1979 году — Народного артиста Азербайджана. Скончался актёр 18 марта 1980 года.